# Качарава, Анатолий Алексеевич
Анато́лий Алексе́евич Качара́ва (2 [15] августа 1910 — 8 мая 1982) — советский полярный капитан, затем начальник морского пароходства.

## Биография
Родился в семье купца Алексея Качаравы и Натальи Кавтарадзе. После революции дом семьи был реквизирован, после окончания школы Анатолий жил в одной из квартир этого дома. Поначалу Анатолий поступил в Сухумский индустриальный техникум, но, окончив его, нанялся на суда Черноморского флота. В 1928 году получил направление в Херсонское мореходное училище, затем перевёлся в Дальневосточный рыбопромысловый техникум. Получил звание «старший лейтенант» и во время войны стал командиром парохода «Александр Сибиряков».
В 1942 году советский ледокол-пароход «Александр Сибиряков» под командованием Качаравы вступил в неравный бой с германским тяжёлым крейсером «Адмирал Шеер», во много раз превосходившим его. К примеру, самая мощное орудие у «Сибирякова» — 76-мм пушка Лендера, а у «Адмирала Шеера» даже самое маленькое основное орудие было 150 мм. 19 выживших членов экипажа, включая тяжело раненного в бою Качараву, были взяты в плен.
В плену назвался рулевым корабля, ни один из членов экипажа не выдал своего капитана. По окончании войны из-за попадания в плен Качарава и другие выжившие члены экипажа «Сибирякова» (4 из них погибли в плену) проходили фильтрацию НКВД в Уфе. 13 сентября 1945 года А. А. Качарава «за геройское поведение в бою с линкором противника» был награжден орденом Красного Знамени.
В 1961 году орденом Красного Знамени «За мужество и стойкость, проявленные членами экипажа Краснознаменного ледокольного парохода „А. Сибиряков“ в бою с фашистским крейсером „Адмирал Шеер“ в период Великой Отечественной войны» были награждены еще 8 моряков парохода «А. Сибиряков» (Указ Президиума Верховного Совета СССР от 29 апреля 1961 года).
После Великой Отечественной войны Качарава был капитаном ряда судов Главсевморпути и Мурманского морского пароходства. В частности, ходил на ледокольном пароходе «Леваневский», потом на дизель-электроходе «Байкал», в 1960 г. командовал пароходом «Тбилиси». Был женат на актрисе Нато Вачнадзе.
С 1967 по 1979 год Качарава возглавлял Грузинское морское пароходство.
Похоронен у стен Батумского мореходного училища на улице Руставели.

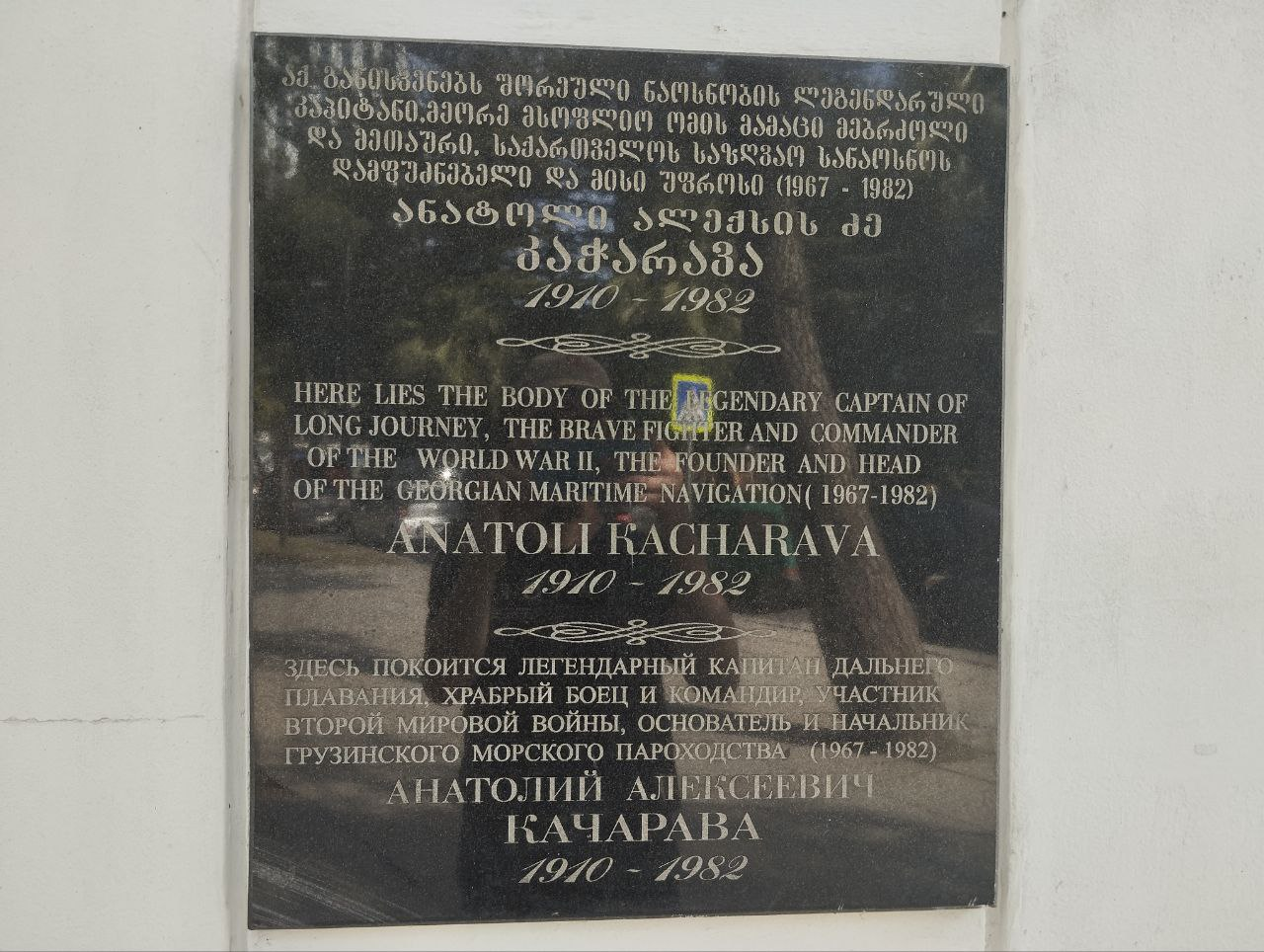
Памятная табличка около могилы

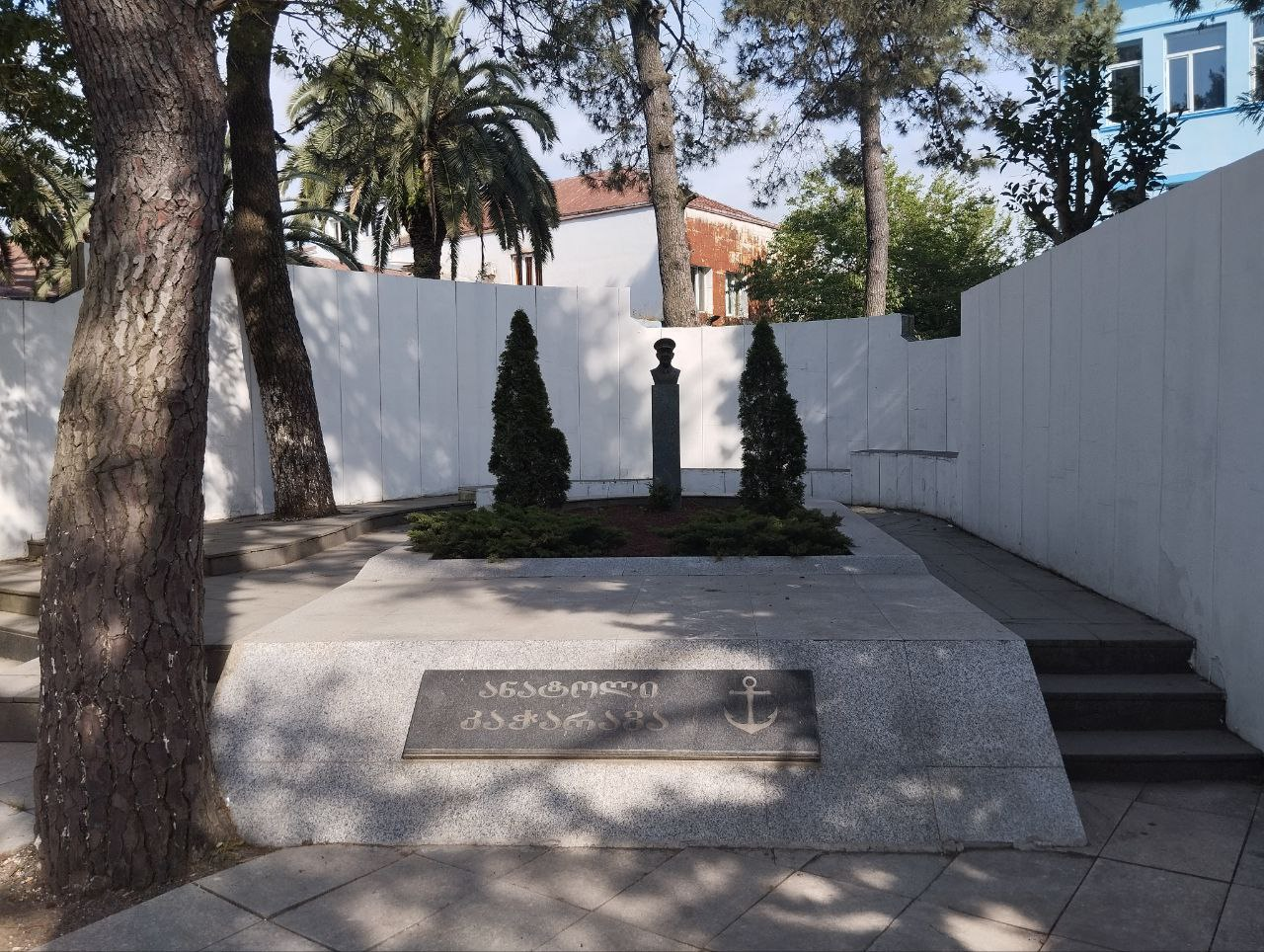
Могила и памятник

## Память
В честь Качаравы названы:
- Танкер 1984 года постройки.
- Улица в Батуми.

## Награды
- Орден Ленина.
- Орден Октябрьской революции
- Два ордена Красного Знамени.
- Орден Трудового Красного Знамени.

## В художественной литературе
- Новиков Л. А., Тараданин А. К. Сказание о «Сибирякове». — М.: Молодая гвардия, 1961. — 192 с.
- Сузюмов Е. М. Подвиг «А. Сибирякова». — М.: Воениздат МО СССР, 1964. — 88 с.

## В фильмах
- «Операция «Вундерланд»», Грузия-фильм, 1989. В роли Качаравы — Георгий Бурджанадзе.